# All Saints Lutheran Church
All Saints Lutheran Church of Nigeria är ett teologiskt konservativt lutherskt trossamfund, tillhörande den internationella Konfessionella evangelisk-lutherska konferensen (KELK). Kyrkan består av 26 församlingar med närmare 2000 döpta medlemmar.
All Saints Lutheran Church bildades 1991 av en grupp kristna i Cross Riverstaten i sydöstra Nigeria, sedan dessa lämnat Lutheran Church of Christ in Nigeria på grund av teologiska oöverenstämmelser. I januari 2000 fattades beslut om kyrkogemenskap med Christ the King Lutheran Church of Nigeria, genom vilka man kom i kontakt med KELK.